# Ivo Reingoldt
Toivo Walfrid Reingoldt –conocido como Ivo Reingoldt– (15 de marzo de 1906-28 de septiembre de 1941) fue un deportista finlandés que compitió en natación. Ganó una medalla de oro en el Campeonato Europeo de Natación de 1931 en la prueba de 200 m braza.

## Palmarés internacional
| Campeonato Europeo | Campeonato Europeo | Campeonato Europeo | Campeonato Europeo |
| Año                | Lugar              | Medalla            | Prueba             |
| ------------------ | ------------------ | ------------------ | ------------------ |
| 1931               | París (Francia)    | Medalla de oro     | 200 m braza        |